# Rotwang
C. A. Rotwang ist eine fiktive Figur in Fritz Langs Science-Fiction Film Metropolis, sowie in der Romanvorlage von Thea von Harbou. Im Film wurde Rotwang von Rudolf Klein-Rogge gespielt.

## Figur
Rotwang ist ein brillanter Wissenschaftler und Erfinder. Seine größte Leistung ist die Erschaffung eines weiblichen Roboters.
Rotwang lebt in einem alten Haus in Metropolis. Das raue Äußere des Hauses steht in Kontrast mit der futuristischen Eleganz der Stadt.

## Einfluss auf die Populärkultur
Rotwang hat das Bild des verrückten Wissenschaftlers nachhaltig geprägt. Sein Labor wurde in diversen weiteren Filmen, wie z. B. der Frankenstein-Serie nachgeahmt. Wie Viktor Frankenstein scheitert Rotwang dabei Gott zu spielen, beim Versuch Leben zu erschaffen.
Viele Aspekte von Rotwangs Erscheinung und Charakter, im Speziellen die „mechanische“ Hand mit schwarzem Handschuh, wurde für die Titelfigur von Dr. Strangelove verwendet.